# Ruminococcus hansenii
Ruminococcus hansenii è una specie di batterio appartenente alla famiglia delle Lachnospiraceae.